# Roland Muhr
Roland Muhr (*  19. April 1948 in Kelheim; †  6. Juli 2015 in Fürstenfeldbruck) war ein klassischer deutscher Organist und Kirchenmusiker.

## Leben
Roland Muhr kam in seiner Internatszeit in Regensburg mit dem Instrument Orgel in Berührung. Er studierte an der Kirchenmusikschule (heute Hochschule für Katholische Kirchenmusik und Musikpädagogik) in Regensburg. Danach wechselte er an die Musikhochschule München und studierte Konzertfach Orgel bis zum Meisterklassendiplom bei Karl Richter.
Nach seinem Amtsantritt als Kirchenmusiker der Pfarrkirche Sankt Magdalena und der Klosterkirche Fürstenfeld im Jahr 1969 betrieb er den Neubau der 1979 eingeweihten Ott-Orgel und die Restaurierung der Fux-Orgel der Klosterkirche. Er war Gründer des Fürstenfelder Orgelsommers und der Fürstenfelder Orgelwoche, zwei Konzertreihen mit internationaler Reputation.
Roland Muhr leitete in seinen 44 Dienstjahren über 700 Choraufführungen, spielte 1000 Konzerte in ganz Europa sowie in Südamerika und bestritt zahlreiche Fernseh-, Funk- und Tonträgerproduktionen. Er führte Messen des Fürstenfelder Paters Benedictus Pittrich (1757–1827) auf und spielte im letzten Jahrzehnt auch vokal inspiriertes italienisches Repertoire des 19. Jahrhunderts.
Roland Muhr war mit Dorothea Muhr verheiratet und hatte zwei Töchter, die Flötistin Alexandra Muhr und die Schauspielerin Susanne Muhr. Er ist auf dem Alten Friedhof in Fürstenfeldbruck beerdigt.